# لاين (مغنية)
لاين (بالدنماركية: Line Larsen)‏ هي مغنية دنماركية، ولدت في 1 نوفمبر 1996 في سكاجن في الدنمارك.

## وصلات خارجية
- لاين على موقع ميوزك برينز (الإنجليزية)
- لاين على موقع ديسكوغز (الإنجليزية)